# Liliana Lazar
Pour les articles homonymes, voir Lazar.
Liliana Lazar est une écrivaine roumaine née en 1972 dans la région de Moldavie. Elle écrit en français. 

## Biographie
Après une jeunesse passée dans la grande forêt du village de Slobozia (Villefranche), dans le județ de Iași, où son père était garde forestier, elle entre à l'Université Alexandru Ioan Cuza de Iași où elle étudie la littérature française. 
Après la chute de Ceaușescu, elle quitte la Roumanie pour s'installer dans le sud de la France où elle réside depuis. 
Slobozia sert de décor à son roman Terre des affranchis, paru en 2009 chez Gaïa.

## Œuvre
Son œuvre est marquée par la persistance des légendes populaires, le poids de la religion orthodoxe et surtout la présence obsédante d'une nature toujours sauvage. 
Terre des affranchis a été dans la sélection Télérama-France Culture 2009 et est « un des romans les plus originaux de ces dernières années » selon J. M. G. Le Clézio

## Sur quelques œuvres

### Enfants du diable
Dans le Bucarest des années 1975, Elena Cosma, vieille célibataire de trente-cinq ans, travaille comme sage-femme en maternité (publique), dort dans un petit appartement misérable, et vit mal une vie sans grâce. L'avortement est strictement réglementé, rendu quasi impossible par une politique nataliste stricte. Et le salaire de la sage-femme est amputé chaque mois par la taxe de célibat. Les accouchements sous X passent presque aussitôt en pouponnière, puis en orphelinat. Elle songe à voler un enfant abandonné (mais d'origine incertaine quant aux antécédents), puis se résout à un arrangement avec Zelda P., belle et forte rousse, veuve récente et désireuse d'avorter, qui va donc accoucher discrètement chez Elena. Damian naît le 1er juillet 1978, fête de saint Cosma et Damian.
À l'été 1984, Cosma obtient sa mutation pour un village loin de Bucarest, Prigor, en Moldavie, près de Iași...
Parmi les personnages : Miron Ivanov le maire, Gheorghi Ferman le tonnelier (son épouse Rona, ses enfants Laure et Lucian)... et une apparition du Génie des Carpates.

### Terre des affranchis
L'action se déroule dans les années 1980-1990, en Roumanie, ou en Moldavie actuelle, dans le village reculé de Slobozia et ses environs, dont la maison isolée des Luca, la forêt, et le petit lac dénommé La Fosse (aux Lions ou aux Turcs).
Le personnage principal est le jeune Victor Luca (alias Iacov Dafula), (et sa famille : son père Tudor, sa mère Ana Luca, sa sœur Eugenia).
Les autres personnages sont :
- le prêtre orthodoxe du village, Ilie Mitran (veuf), et son successeur Ion Fatu (et son épouse),
- le policier du village, Simion Pop, (et sa maîtresse Dana),
- Vasile, vieux fou, ivrogne, pêcheur,
- Ismaïl le Tzigane, sorcier (à rituels), complice, manipulateur, habitant un bordeï (hutte semi-enterrée),
- Daniel, alias Constantin Ica, ermite,
- quelques silhouettes, dont Tarkan, Milan, Sandu, Gheorghe, Maria Tene, Anita Vulpescu, et des anonymes.

Le roman mêle scènes réalistes (dans un contexte social, culturel, religieux, politique) et scènes fantastiques (avec diable, moroï, mandragore, arrache-cœur, etc), un peu dans la manière de Sylvie Germain.